# Louis-René-Madeleine de Latouche-Tréville
Louis-René-Madeleine Levassor de Latouche-Tréville (Rochefort, 3 giugno 1745 – Tolone, 19 agosto 1804) è stato un ammiraglio francese che ha preso parte alla guerra d'indipendenza americana. Deputato della nobiltà di Montargis negli Stati Generali del 1789, ha svolto un ruolo importante per la diffusione degli ideali rivoluzionari a Napoli, da contrammiraglio e poi capo della flotta di base a Boulogne e a Tolone, respinse vittoriosamente gli attacchi delle forze comandate da Nelson.
Massone, Latouche Tréville era "venerabile" nel 1793 nella Loggia Les Disciples d'Heredom et de la Madeleine réunis di Montargis.

## Biografia

### Inizi

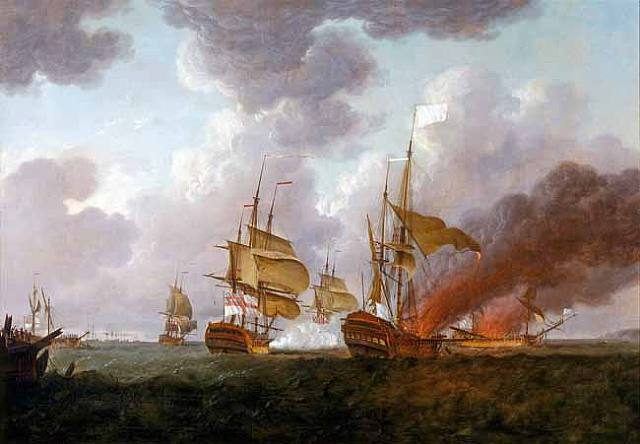
Battaglia nella Baia di Quiberon (1759)

Nato in una famiglia di gente di mare, figlio di un contrammiraglio, Louis-Charles Le Vassor de La Touche, e di Rose de Saint-Légier de la Sausaye, Latouche-Treville entrò nella marina militare, all'età di 13 anni come guardiamarina a bordo del Dragon comandato da un suo zio; prese parte fra l'altro alla battaglia fra inglesi e francesi nella Baia di Quiberon (20 novembre 1759) durante la guerra dei sette anni. Nel 1762 prese servizio su una cannoniera e partecipò a due battaglie. Successivamente prese parte a numerose campagne in Guyana, Santo Domingo e Martinica su diverse imbarcazioni. Sebbene fosse stato promosso capitano di vascello nel settembre 1768, poco tempo dopo lasciò la marina per entrare in una compagnia di moschettieri neri; divenne capitano di cavalleria e assistente del governatore della Martinica, capitano dei dragoni (1771) e di nuovo aiutante di campo. Tornò infine in Francia ed entrò nuovamente nella Marina militare. Fu promosso capitano di vascello e nel periodo 1773-75 fu di stanza soprattutto nel porto di Rochefort.

### Guerra di indipendenza americana

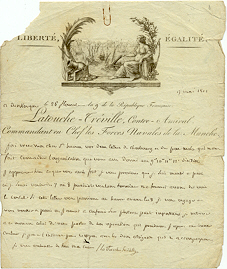
Lettera di Latouche-Tréville

Dopo aver partecipato nel 1776 a una campagna navale al largo delle coste atlantiche prospicienti gli attuali Stati Uniti a bordo del fluyt Courrier, fu finalmente reintegrato nel grado di tenente di vascello e gli fu affidato il comando della corvetta Rossignol utilizzata soprattutto come convoglio di scorta nel golfo di Biscaglia. La cattura di due navi corsare e tre navi mercantili gli valse la nomina a cavaliere dell'Ordine di San Luigi nel 1779. Comandò poi la fregata Hermione e accompagnò Lafayette in America. Dopo due combattimenti vittoriosi contro altrettante fregate inglesi nelle acque prospicienti gli Stati Uniti (giugno 1780 e marzo 1781), che gli valsero la nomina a capitano di vascello, nel luglio 1781 fu gravemente ferito in uno scontro con quattro fregate britanniche. Nel 1782 comandò una squadra di due fregate, L'Aigle e il Gloire, col compito di trasportare in America danaro e uomini. Si scontrò con l'Hector, un vascello già francese che era stato catturato dagli inglesi, e nel settembre dello stesso anno iniziò a una guerra di corsa. Ma dopo soli dieci giorni fu intercettato da una forte squadra inglese e dovette arrendersi; rimase prigioniero in Inghilterra fino alla pace. Il suo servizio durante la guerra americana gli valse l'ingresso nella Società dei Cincinnati.

### Missioni nel Mediterraneo (1792-1794)
Ritornato in patria dalla prigionia, dal 1784 al 1787 fu vice direttore della sezione Porti e arsenali della marina militare francese; infine nel 1787 divenne cancelliere del duca d'Orléans.
Nel 1789 prese parte agli Stati generali come deputato della nobiltà del baliato di Montargis, ma appoggiò il Terzo stato e il 4 agosto 1789 votò per l'abolizione dei privilegi feudali. Nel 1792 oltre al comando della nave Languedoc (80 cannoni) ebbe anche il comando ad interim della flotta di Brest in quanto gli ufficiali di grado più elevato erano quasi tutti emigrati. Fu incaricato di comandare la forte divisione navale in partenza da Brest per rafforzare la flotta di stanza a Tolone nel Mediterraneo comandata dal contrammiraglio Truguet.
Promosso contrammiraglio, ottenne il comando di una squadra composta da dieci vascelli, due fregate e naviglio minore, in pratica i due terzi delle forze navali francesi del Mediterraneo, con l'incarico di svolgere una spedizione punitiva contro Napoli per chiedere ragione al governo Acton sia del mancato riconoscimento dell'ambasciatore francese Mackau a Napoli sia delle pressioni esercitate su Costantinopoli perché non accettasse le credenziali dell'ambasciatore Sémonville. Le richieste francesi furono subito accettate dal governo napoletano, per volere della regina Maria Carolina, poco dopo l'arrivo della squadra francese nel porto di Napoli (16 dicembre 1792); tuttavia, poco dopo essere salpato da Napoli per tornare a Tolone, una violenta tempesta obbligò la flotta francese a ritornare nuovamente nel porto di Napoli per riparare i danni. Latouche-Tréville rimase a Napoli fino al 29 gennaio 1793; in questo periodo ebbe contatti con numerosi patrioti napoletani (Carlo Lauberg, Annibale Giordano, Francesco Saverio Salfi, Antonio Jerocades, Emanuele De Deo, Vincenzo De Filippis, Ferdinando Visconti ecc.) dando avvio all'attività cospirativa della Società Patriottica Napoletana che sarà creata nell'agosto 1793 nella cosiddetta "Cena di Posillipo".
Raggiunse il golfo di Cagliari dove partecipò al bombardamento della città e assistette impotente all'ammutinamento dei volontari di Marsiglia che avrebbero dovuto conquistare la città sarda. Latouche-Tréville non ebbe buoni rapporti con Truguet, molto meno esperto di lui, ma ubbidì disciplinatamente agli ordini di quest'ultimo, comandante delle forze navali francesi del Mediterraneo. Durante la missione in Sardegna gli fu resa nota la nomina a contrammiraglio, con effetto dal 1º gennaio 1793; sebbene la stessa promozione fosse stata data ad altri sei ufficiali, Latouche-Tréville restò il vice comandante delle forze francesi nel Mediterraneo. Una volta tornato a Tolone, presentò una denuncia contro Truguet al ministro della Marina Monge.

### Difficoltà politiche (1794-1800)
Nel mese di settembre 1794 fu designato ad assumere il comando di Brest; ma essendo stato denunciato in base alla legge dei sospetti venne recluso a Parigi nella Prison de la Force, dove rimase fino al 9 termidoro (27 luglio 1794, giorno del colpo di mano contro Robespierre). Latouche-Tréville venne reintegrato ufficialmente nella gerarchia, ma non ricevette alcun comando. Si impegnò allora a curare le attività agricole dei suoi possedimenti, ma con pessimi risultati. La sua richiesta di sostituire Villaret nel comando della squadra prescelta per trasportare le truppe in Irlanda, fu dapprima accettata, ma poi respinta da Truguet, divenuto nel frattempo ministro della Marina, con la motivazione dei presunti legami di Latouche-Tréville con gli Orléans. La richiesta verrà ignorata anche dai successivi ministri (Pléville le Pelley e Bruix). Ci vorrà il Consolato perché finalmente gli fosse affidato un nuovo comando: la flotta di Brest (nel 1800) e, pochi mesi dopo, la flotta di Boulogne (1801).

### Le ultime campagne (1801-1804)

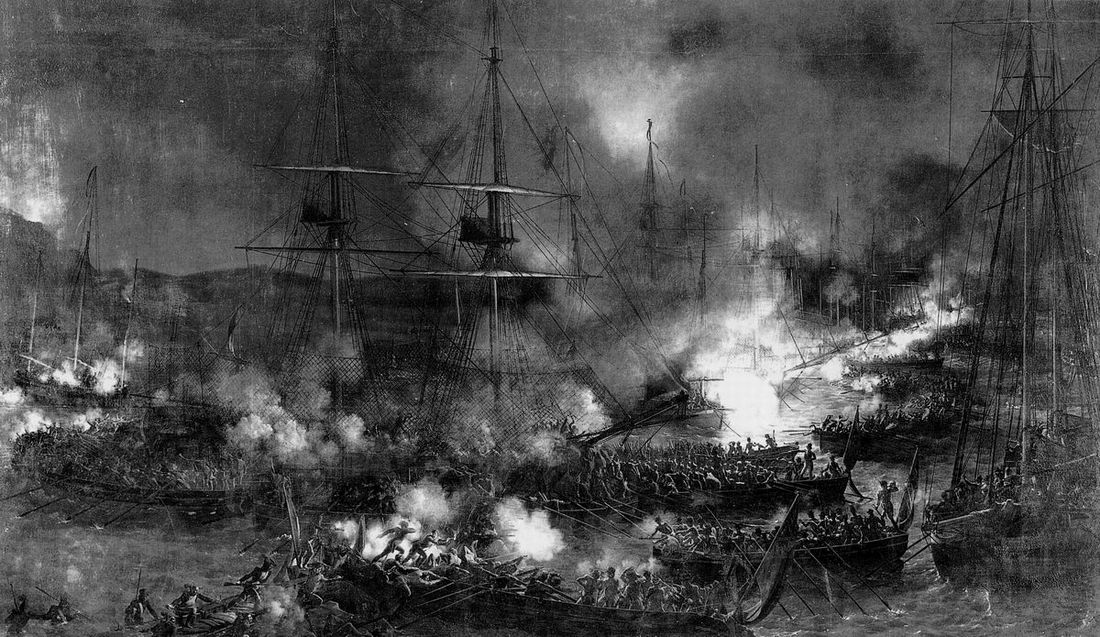
Sconfitta di Nelson ad opera di Latouche-Tréville nei pressi di Boulogne (15 agosto 1801)

Come comandante della flotta di stanza a Boulogne, Latouche-Tréville respinse per due volte (5 e 15 agosto 1801) gli attacchi di Nelson vòlti a distruggere la flotta francese. Questi successi, che costituiscono le sole sconfitte subite da Horatio Nelson, diedero a Latouche-Tréville grande prestigio; Napoleone Bonaparte riteneva Latouche-Tréville, e probabilmente a ragione, il miglior ammiraglio francese. Nel dicembre 1801 Latouche-Tréville fu al comando della flotta di stanza a Rochefort destinata, assieme a quella di stanza a Brest comandata da Villaret, a combattere Toussaint Louverture a Santo Domingo. Latouche-Tréville riconquistò Port-au-Prince (1802) e si difese con successo contro le soverchianti forze spagnole, trattenendosi nel Mar delle Antille fino al 1803. Ritornato in patria in cattive condizioni di salute (1804), al comando della flotta del Mediterraneo impedì agli inglesi di occupare la rada di Tolone; ma, mentre cercava di mettere in atto il piano di Napoleone volto a forzare il blocco inglese a Tolone, il 19 agosto 1804 morì a bordo della nave ammiraglia Bucentaure nel porto di Tolone.

## Onorificenze
Il suo nome è inciso sull'Arco di Trionfo a Parigi alla colonna 3 del Pilastro nord.